# Bierley
Bierley är en stadsdel i Bradford, i distriktet Bradford, i grevskapet West Yorkshire, i England. Denna civil parish hade 26 739 invånare år 1951. North Bierley var ett distrikt från 1894 till 1899. Byn nämndes i Domedagsboken (Domesday Book) år 1086, och kallades då Birle.